# Малки (Камчатский край)

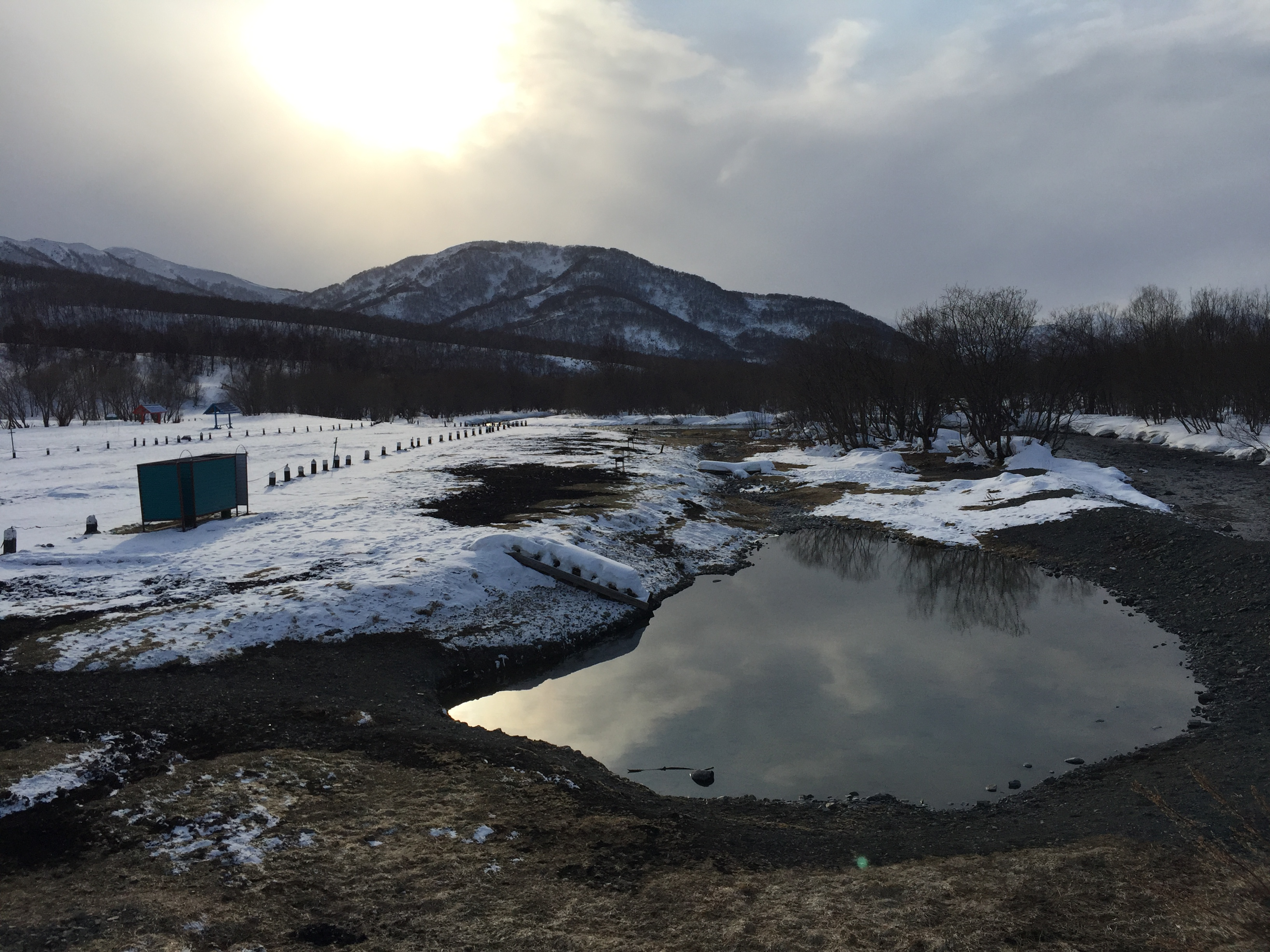

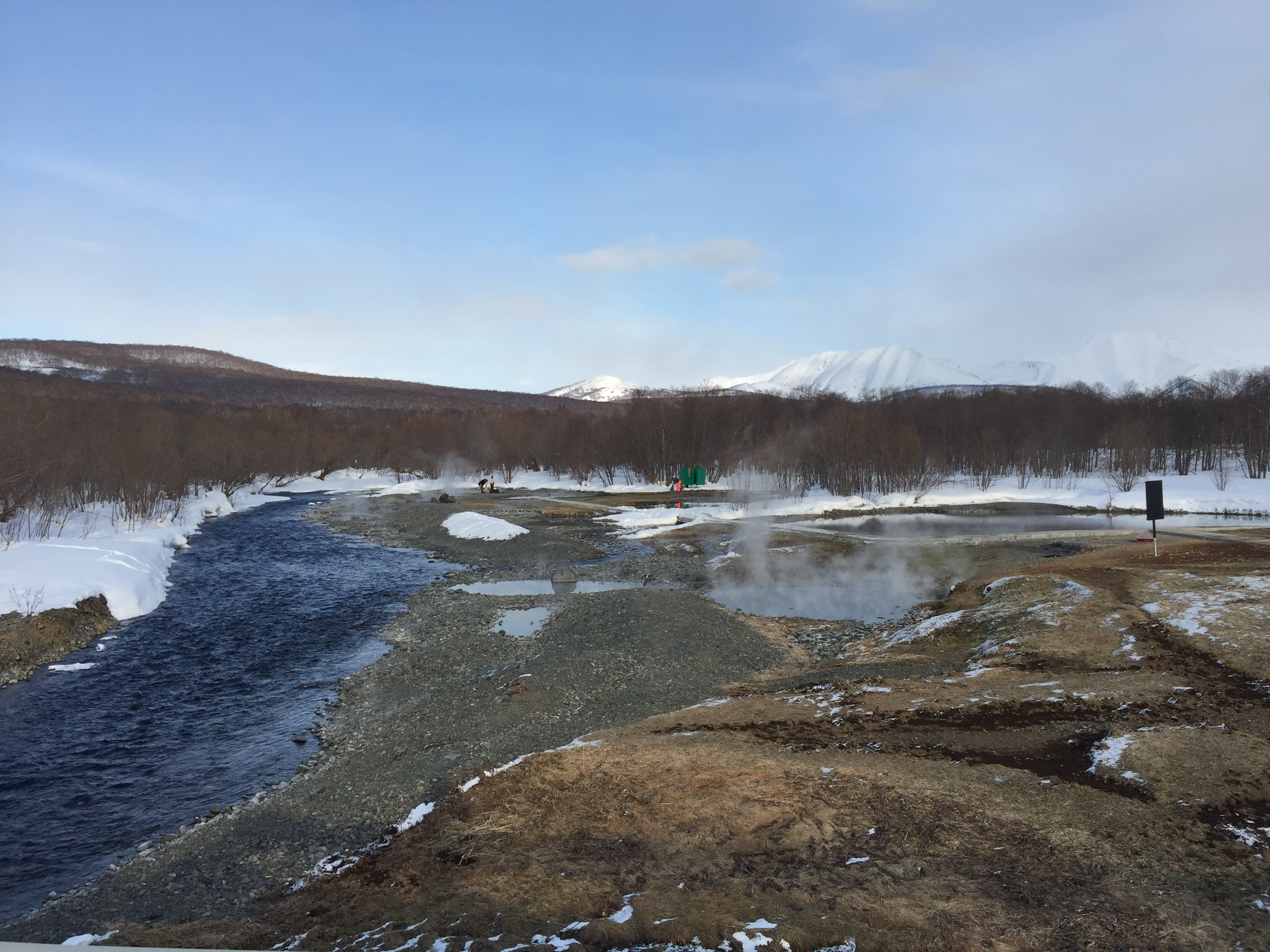
Горячие источники в посёлке Малки

Ма́лки — посёлок в Елизовском районе Камчатского края России. Входит в состав Начикинского сельского поселения.

## География
Посёлок находится в небольшой долине между горами, на расстоянии 120 км к северо-западу от города Петропавловск-Камчатский, административного центра края. Почти везде имеются асфальтированные дороги.

## Население
| 2002 | 2010 | 2012 | 2013 | 2015 | 2016 | 2018 |
| ---- | ---- | ---- | ---- | ---- | ---- | ---- |
| 59   | ↘23  | ↘22  | →22  | →22  | ↘21  | ↘20  |
| 2020 |      |      |      |      |      |      |
| ↘19  |      |      |      |      |      |      |

## Улицы
| - ул. Авиаторов, - ул. Атласова, | - ул. Дорожная, - ул. Промысловая. |

## Инфраструктура
В посёлке находится санаторий-профилакторий авиапредприятия, основанный на выходах горячих термальных вод. Первая лечебница была открыта в 1818 году врачом И. В. Любарским. Недалеко от посёлка находится Малкинский завод по розливу минеральной воды.